# Списак оптужница подигнутих пред Међународним кривичним трибуналом за бившу Југославију
Списак је састављен према саопштењима за јавност хашког суда. Тамо где су пресуде мењане и није јасно колика је тачно казна, стављене су и једна и друга (нпр. 30/32 године). Списак можда ипак није комплетан.
Врсте оптужница (треба допунити):
- за прогон као злочин против човечности,
- за истребљење као злочин против човечности,
- за нехумана дела као злочин против човечности,
- за повреде личног достојанства као кршење закона и обичаја ратовања,
- за окрутно поступање као кршење закона и обичаја ратовања у смислу одговорности надређенога,
- за прогон на политичкој, расној и верској основи као злочин против човечности,
- за окрутно поступање као кршење закона и обичаја ратовања у смислу индивидуалне одговорности,
- за силовање као злочин против човечности,
- за силовање као кршење закона и обичаја ратовања,
- за мучење као злочин против човечности,
- за мучење као кршење закона и обичаја ратовања,
- за поробљавање као злочин против човечности,
- за убиство као кршење закона и обичаја ратовања,
- за геноцид

## Оптужени српски политичари и припадници војних формација СФР Југославије, СР Југославије, Р. Српске и Р. С. Крајине
| Осуђени                                                   |                     |                           |
| 1                                                         | Љубиша Беара        | доживотна робија          |
| 2                                                         | Станислав Галић     | доживотна робија          |
| 3                                                         | Милан Лукић         | доживотна робија          |
| 4                                                         | Ратко Младић        | доживотна робија          |
| 5                                                         | Вујадин Поповић     | доживотна робија          |
| 6                                                         | Здравко Толимир     | доживотна робија          |
| 7                                                         | Радован Караџић     | доживотна робија          |
| 8                                                         | Горан Јелисић       | 40 година                 |
| 9                                                         | Миломир Стакић      | 40 година                 |
| 10                                                        | Радислав Крстић     | 35 година                 |
| 11                                                        | Милан Мартић        | 35 година                 |
| 12                                                        | Драго Николић       | 35 година                 |
| 13                                                        | Радослав Брђанин    | 30 година                 |
| 14                                                        | Драгомир Милошевић  | 29 година                 |
| 15                                                        | Драгољуб Кунарац    | 28 година                 |
| 16                                                        | Средоје Лукић       | 27 година                 |
| 17                                                        | Зоран Жигић         | 25 година                 |
| 18                                                        | Небојша Павковић    | 22 године                 |
| 19                                                        | Мићо Станишић       | 22 године                 |
| 20                                                        | Стојан Жупљанин     | 22 године                 |
| 21                                                        | Радомир Ковач       | 20 година                 |
| 22                                                        | Момчило Крајишник   | 20 година                 |
| 23                                                        | Сретен Лукић        | 20 година                 |
| 24                                                        | Миле Мркшић         | 20 година                 |
| 25                                                        | Драган Николић      | 20 година                 |
| 26                                                        | Момир Николић       | 20 година                 |
| 27                                                        | Млађо Радић         | 20 година                 |
| 28                                                        | Душко Тадић         | 20 година                 |
| 29                                                        | Властимир Ђорђевић  | 18 година                 |
| 30                                                        | Радивоје Милетић    | 18 година                 |
| 31                                                        | Ранко Чешић         | 18 година                 |
| 32                                                        | Никола Шаиновић     | 18 година                 |
| 33                                                        | Љубомир Боровчанин  | 17 година                 |
| 34                                                        | Дарко Мрђа          | 17 година                 |
| 35                                                        | Драган Обреновић    | 17 година                 |
| 36                                                        | Видоје Благојевић   | 15 година                 |
| 37                                                        | Митар Васиљевић     | 15 година                 |
| 38                                                        | Драган Зеленовић    | 15 година                 |
| 39                                                        | Милорад Крнојелац   | 15 година                 |
| 40                                                        | Драгољуб Ојданић    | 15 година                 |
| 41                                                        | Душко Сикирица      | 15 година                 |
| 42                                                        | Благоје Симић       | 15 година                 |
| 43                                                        | Владимир Лазаревић  | 14 година                 |
| 44                                                        | Милан Бабић         | 13 година                 |
| 45                                                        | Винко Пандуревић    | 13 година                 |
| 46                                                        | Зоран Вуковић       | 12 година                 |
| 47                                                        | Франко Симатовић    | 12 година                 |
| 48                                                        | Јовица Станишић     | 12 година                 |
| 49                                                        | Биљана Плавшић      | 11 година                 |
| 50                                                        | Мирослав Дероњић    | 10 година                 |
| 51                                                        | Стеван Тодоровић    | 10 година                 |
| 52                                                        | Војислав Шешељ      | 10 година                 |
| 53                                                        | Веселин Шљиванчанин | 10 година                 |
| 54                                                        | Драган Јокић        | 9 година                  |
| 55                                                        | Предраг Бановић     | 8 година                  |
| 56                                                        | Мирослав Тадић      | 8 година                  |
| 57                                                        | Павле Стругар       | 7.5 година                |
| 58                                                        | Миодраг Јокић       | 7 година                  |
| 59                                                        | Мирослав Квочка     | 7 година                  |
| 60                                                        | Милојица Кос        | 6 година                  |
| 61                                                        | Симо Зарић          | 6 година                  |
| 62                                                        | Дамир Дошен         | 5 година                  |
| 63                                                        | Милан Гверо         | 5 година                  |
| 64                                                        | Драгољуб Прцаћ      | 5 година                  |
| 65                                                        | Милан Симић         | 5 година                  |
| 66                                                        | Дражен Ердемовић    | 5 година                  |
| 67                                                        | Драган Колунџија    | 3 године                  |
| Осуђени у Суду БиХ, процеси који су трансферисани из Хага |                     |                           |
| 1                                                         | Гојко Јанковић      | 34 године                 |
| 2                                                         | Душан Кнежевић      | 31. година                |
| 3                                                         | Жељко Мејакић       | 21. година                |
| 4                                                         | Радован Станковић   | 20 година                 |
| 5                                                         | Милорад Трбић       | 20 година                 |
| 6                                                         | Саво Тодовић        | 12.5 година               |
| 7                                                         | Душан Фуштар        | 9 година                  |
| 8                                                         | Митар Рашевић       | 8.5 година                |
| 9                                                         | Момчило Грубан      | 7 година                  |
| Оптужени који су преминули пре окончања процеса           |                     |                           |
| 1                                                         | Горан Боровница     | проглашен мртвим          |
| 2                                                         | Славко Докмановић   | самоубиство у Хагу        |
| 3                                                         | Симо Дрљача         | убијен током хапшења      |
| 4                                                         | Ђорђе Ђукић         | умро у Београду, ВМА      |
| 5                                                         | Драган Гаговић      | убијен током хапшења      |
| 6                                                         | Јанко Јањић         | самоубиство током хапшења |
| 7                                                         | Никица Јањић        | умро прије суђења         |
| 8                                                         | Милан Ковачевић     | умро у Хагу               |
| 9                                                         | Слободан Миљковић   | убијен у Крагујевцу       |
| 10                                                        | Слободан Милошевић  | умро у Хагу               |
| 11                                                        | Жељко Ражнатовић    | убијен у Београду         |
| 12                                                        | Влајко Стојиљковић  | самоубиство у Београду    |
| 13                                                        | Момир Талић         | умро у Београду, ВМА      |
| 14                                                        | Горан Хаџић         | умро у Новом Саду         |
| Ослобођени                                                |                     |                           |
| 1                                                         | Владимир Ковачевић  | [ а ]                     |
| 2                                                         | Милан Милутиновић   |                           |
| 3                                                         | Момчило Перишић     |                           |
| 4                                                         | Мирослав Радић      |                           |
| Повучена оптужница                                        |                     |                           |
| 1                                                         | Мирко Бабић         |                           |
| 2                                                         | Ненад Бановић       |                           |
| 3                                                         | Здравко Говедарица  |                           |
| 4                                                         | Драган Кондић       |                           |
| 5                                                         | Предраг Костић      |                           |
| 6                                                         | Горан Лајић         |                           |
| 7                                                         | Недељко Паспаљ      |                           |
| 8                                                         | Милан Павлић        |                           |
| 9                                                         | Милутин Поповић     |                           |
| 10                                                        | Драженко Предојевић |                           |
| 11                                                        | Жељко Савић         |                           |
| 12                                                        | Драгомир Шапоња     |                           |
| 13                                                        | Недјељко Тимарац    |                           |
| 14                                                        | Милан Зец           |                           |

## Остали оптужени
|    | Оптужени            | Национ.   | Пресуда                    |
| -- | ------------------- | --------- | -------------------------- |
| 1  | Идриз Балај         | Албанац   | ослобођен кривице          |
| 2  | Харадин Бала        | Албанац   | 13 година затвора          |
| 3  | Лахи Брахимај       | Албанац   | ослобођен кривице          |
| 4  | Фатмир Лимај        | Албанац   | ослобођен кривице          |
| 5  | Исак Муслију        | Албанац   | ослобођен кривице          |
| 6  | Агим Муртези        | Албанац   | повучена оптужница         |
| 7  | Рамуш Харадинај     | Албанац   | ослобођен кривице          |
| 1  | Мехмед Алагић       | Бошњак    | преминуо пре краја процеса |
| 2  | Зејнил Делалић      | Бошњак    | ослобођен кривице          |
| 3  | Расим Делић         | Бошњак    | 3 године затвора           |
| 4  | Хазим Делић         | Бошњак    | 18 година затвора          |
| 5  | Амир Кубура         | Бошњак    | 2.5 године затвора         |
| 6  | Есад Ланџо          | Бошњак    | 15 година затвора          |
| 7  | Насер Орић          | Бошњак    | ослобођен кривице          |
| 8  | Сефер Халиловић     | Бошњак    | ослобођен кривице          |
| 9  | Енвер Хаџихасановић | Бошњак    | 3.5 године затвора         |
| 1  | Љубе Бошкоски       | Македонац | ослобођен кривице          |
| 2  | Јохан Тарчуловски   | Македонац | 12 година затвора          |
| 1  | Рахим Адеми         | Албанац   | ослобођен кривице          |
| 2  | Златко Алексовски   | Хрват     | 7 година затвора           |
| 3  | Стипо Алиловић      | Хрват     | преминуо пре краја процеса |
| 4  | Тихомир Блашкић     | Хрват     | 9 година затвора           |
| 5  | Јанко Бобетко       | Хрват     | преминуо пре краја процеса |
| 6  | Мирослав Брало      | Хрват     | 20 година затвора          |
| 7  | Анте Готовина       | Хрват     | ослобођен кривице          |
| 8  | Драго Јосиповић     | Хрват     | 12 година затвора          |
| 9  | Маринко Катава      | Хрват     | повучена оптужница         |
| 10 | Дарио Кордић        | Хрват     | 25 година затвора          |
| 11 | Влатко Купрешкић    | Хрват     | ослобађен кривице          |
| 12 | Зоран Купрешкић     | Хрват     | ослобађен кривице          |
| 13 | Мирјан Купрешкић    | Хрват     | ослобађен кривице          |
| 14 | Пашко Љубичић       | Хрват     | 10 година затвора          |
| 15 | Зоран Маринић       | Хрват     | повучена оптужница         |
| 16 | Младен Маркач       | Хрват     | ослобођен кривице          |
| 17 | Винко Мартиновић    | Хрват     | 18 година затвора          |
| 18 | Здравко Муцић       | Хрват     | 9 година затвора           |
| 19 | Младен Налетилић    | Хрват     | 20 година затвора          |
| 20 | Мирко Норац         | Хрват     | 7 година затвора           |
| 21 | Драган Папић        | Хрват     | ослобођен кривице          |
| 22 | Миливој Петковић    | Хрват     | 20 година затвора          |
| 23 | Слободан Праљак     | Хрват     | 20 година затвора          |
| 24 | Јадранко Прлић      | Хрват     | 25 година затвора          |
| 25 | Берислав Пушић      | Хрват     | 10 година затвора          |
| 26 | Ивица Рајић         | Хрват     | 12 година затвора          |
| 27 | Перо Скопљак        | Хрват     | повучена оптужница         |
| 28 | Бруно Стојић        | Хрват     | 20 година затвора          |
| 29 | Валентин Ћорић      | Хрват     | 16 година затвора          |
| 30 | Анто Фурунџија      | Хрват     | 10 година затвора          |
| 31 | Марио Черкез        | Хрват     | 6 година затвора           |
| 32 | Иван Чермак         | Хрват     | ослобођен кривице          |
| 33 | Владимир Шантић     | Хрват     | 18 година затвора          |
| 34 | Иван Шантић         | Хрват     | повучена оптужница         |